# Autódromo José Carlos Pace

Régi vonalvezetés

Az Autódromo José Carlos Pace (népszerű nevén Interlagos, jelentése: „tavak között“) egy versenypálya Brazíliában. A pálya 12 kilométerre található São Paulo belvárosától, a Parelheiros kerületben. A legtöbb alkalommal eddig ez a pálya adott otthont a Formula–1-es brazil nagydíjnak. 2021-től itt rendezik meg a Formula–1 São Pauló-i nagydíjat.

## Története

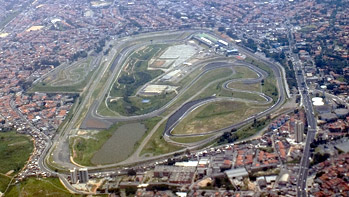
Légifelvétel a pályáról

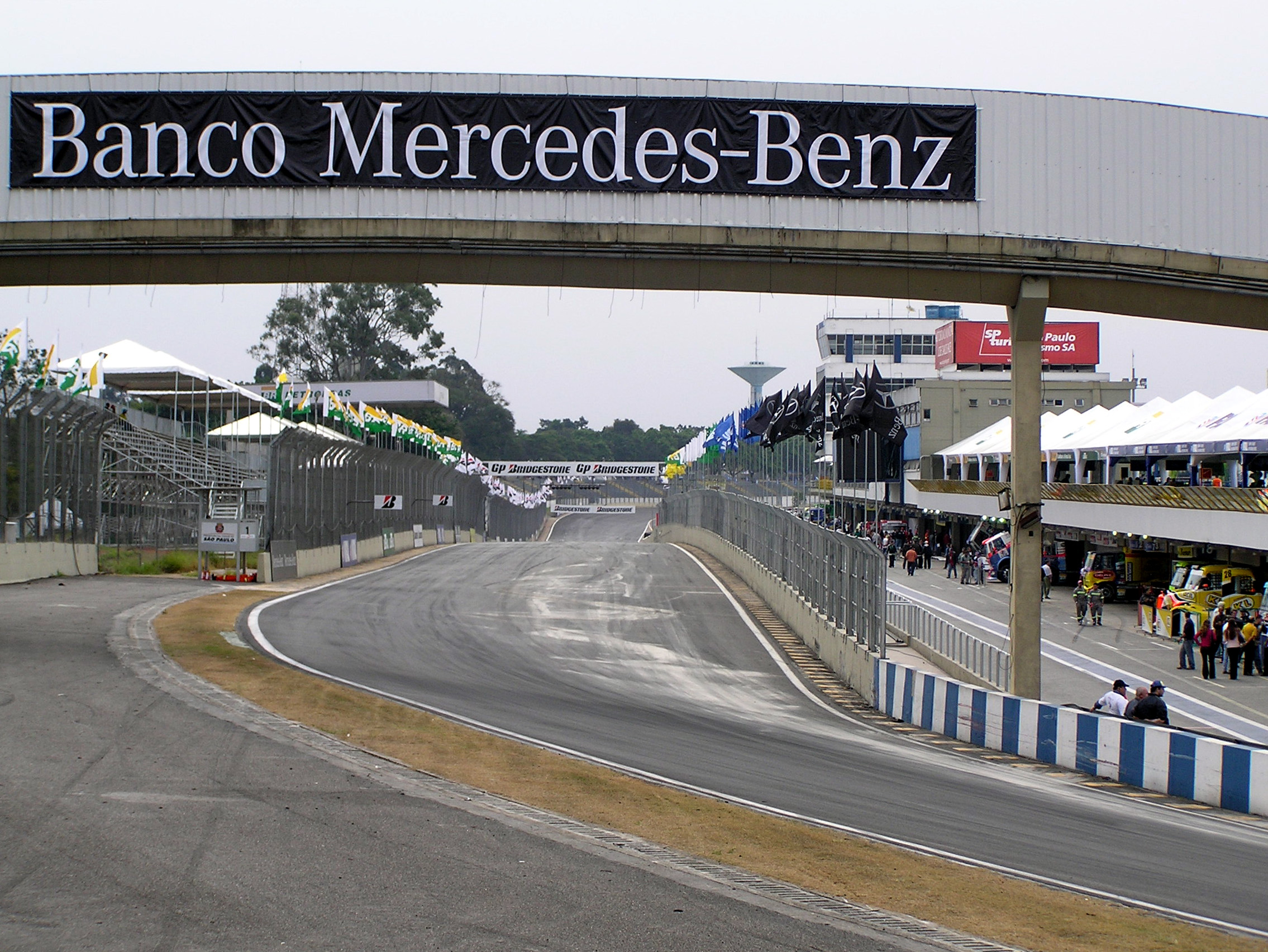
A célegyenes

A pálya építése 1938-ban kezdődött majd 1942. május 12-én adták át. Motor-és autóversenyeket is rendeztek rajta. 1973-ban itt rendezték meg az első brazil nagydíjat, melyet a brazil Emerson Fittipaldi egy Lotusszal nyert meg. 1981-től 1989-ig elveszítette a Formula–1-es brazil nagydíj megrendezésének jogát, melyet akkor Rio de Janeiróban tartottak. 1990 óta ismét itt rendezik a Formula–1-es versenyeket. Még 1990 előtt átépítették az addig közel 8 km hosszú pályát, melynek során elérte megközelítőleg mai arculatát. A 4,309 kilométer hosszú versenypályán egy Formula–1-es verseny hossza 71 kör.

## Érdekességek
A verseny a versenyzőknek nagy megterhelést jelent az általában igen magas hőmérséklet, és nagy páratartalom miatt. Ezen kívül egyike azon ritka pályáknak, melyek az óramutató járásával ellentétesen futnak.